# Herbert Erhardt
Herbert 'Ertl' Erhardt o Erhard (6 de juliol de 1930 - 3 de juliol de 2010), fou un futbolista alemany de la dècada de 1950.
Fou 50 cops internacional amb la selecció alemanya amb la qual participà en la Copa del Món de futbol de 1954, Copa del Món de futbol de 1958 i a la Copa del Món de futbol de 1962.
Pel que fa a clubs, defensà els colors de SpVgg Fürth i Bayern de Múnic.